# Skarżysko Kościelne (gromada)
Skarżysko Kościelne (w 1954 – Skarżysko-Kościelne) – dawna gromada, czyli najmniejsza jednostka podziału terytorialnego Polskiej Rzeczypospolitej Ludowej w latach 1954–1972.
Gromady, z gromadzkimi radami narodowymi (GRN) jako organami władzy najniższego stopnia na wsi, funkcjonowały od reformy reorganizującej administrację wiejską przeprowadzonej jesienią 1954 do momentu ich zniesienia z dniem 1 stycznia 1973, tym samym wypierając organizację gminną w latach 1954–1972.
Gromadę Skarżysko-Kościelne (pisownia z łącznikiem) z siedzibą GRN w Skarżysku-Kościelnym utworzono – jako jedną z 8759 gromad na obszarze Polski – w powiecie iłżeckim w woj. kieleckim, na mocy uchwały nr 13k/54 WRN w Kielcach z dnia 29 września 1954. W skład jednostki weszły obszary dotychczasowych gromad Lipowe Pole Plebańskie, Łyżwy, Skarżysko-Kościelne i Świerczek ze zniesionej gminy Skarżysko-Kościelne w tymże powiecie. Dla gromady ustalono 27 członków gromadzkiej rady narodowej.
31 grudnia 1961 do gromady Skarżysko-Kościelne przyłączono wieś i kolonię Grzybowa Góra z gromady Gadka w tymże powiecie.
1 stycznia 1969 do gromady Skarżysko Kościelne przyłączono wieś Jagodne ze zniesionej gromady Gadka.
Gromada przetrwała do końca 1972 roku, czyli do kolejnej reformy gminnej. 1 stycznia 1973 w powiecie iłżeckim (9 grudnia 1973 przemianowanym na starachowicki) reaktywowano gminę Skarżysko Kościelne.